# Bianca Maria Piccinino
Bianca Maria Piccinino, née le 29 janvier 1924 à Trieste, est une journaliste et animatrice de télévision italienne. Elle est la première femme à diriger un journal télévisé italien, celui de 17 h.

## Biographie
Née à Trieste en 1924, elle est diplômée en biologie, et rejoint la Rai en 1953 comme auteure pour des émissions de télévision et présentatrice de vulgarisation scientifique.
Au milieu des années 1950, elle présente l'émission L'ami des animaux (it) avec Angelo Lombardi (it) et son assistant Andalù. Durant les années suivantes, elle devient responsable des services de mode et, en 1975, dirige avec Emilio Fede la première édition du TG1. Le 29 juillet 1981 elle couvre, sur Rai 1, le mariage du prince Charles et de Diana Spencer.
Malgré des invitations à rejoindre la chaîne Canale 5, elle restera à la Rai même après sa retraite en 1989, s'occupant de l'hebdomadaire de télévision Moda pendant quelques années. En 2018, elle enseigne la « Mode comme costumes » à la Koefia Academy de Rome et écrit des articles pour de nombreux magazines.

## Décorations
San Giusto d’Oro, Trieste, 12 décembre 2014.